# Віддача ствола

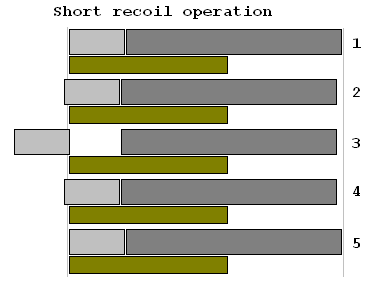
Схема роботи автоматики з коротким ходом ствола

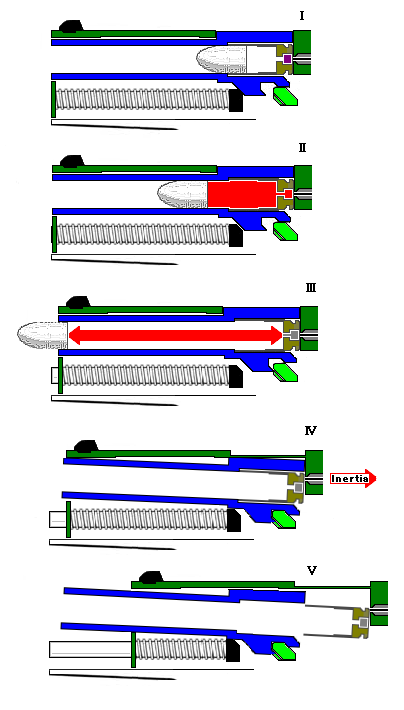
Система Браунінга

Віддача ствола — дія автоматики зброї заснована на використанні віддачі рухомого ствола, з яким під час пострілу міцно зчеплений затвор. У цьому випадку при пострілі назад відкидається не один затвор, а ствол разом із затвором. Тим самим забезпечується повне притиснення гільзи до стінок патронника протягом всього часу дії тиску в гільзі. Тому допустимі більш високий тиск і відповідно більш високі початкові швидкості відносно до зброї з вільним затвором.

## Варіанти
Розрізняють два варіанти:
- Довгий хід ствола — хід ствола дорівнює ходу затвора. Перед пострілом затвор і ствол жорстко зчеплені і після пострілу разом відкочуються назад до крайнього заднього положення. У крайній точці відкату затвор затримується, а ствол повертається у вихідне положення, при цьому викидається гільза. Тільки після повернення ствола затвор повертається в переднє положення. Схема відрізняється великою масою рухомих частин і конструктивною складністю, не дозволяє розвивати високий темп стрільби, тому використовується рідко (ручний кулемет Шоша, пістолети Фроммера). ГОСТ 28653—90 визначає довгий хід ствола як відкат ствола стрілецької зброї на відстань, більшу довжини патрона.
- Короткий хід ствола — хід ствола менше ходу затвора. Перед пострілом затвор і ствол жорстко зчеплені, і в момент пострілу під дією віддачі починають відкат як одне ціле. Пройшовши відносно невелику відстань, затвор і ствол роз'єднуються, затвор продовжує відкат, а ствол або залишається на місці, або повертається у вихідне положення за допомогою власної поворотної пружини. За час від початку відкату до розчеплення куля встигає вийти за межі ствола. Зброя на цьому принципі може мати досить просту будову і бути компактною і легкою, тому схема з коротким ходом ствола набула широкого поширення в пістолетах. ГОСТ 28653—90 визначає короткий хід ствола, як відкат ствола стрілецької зброї на відстань, меншу довжини патрона.

## Дульний прискорювач
Тиск порохових газів між дульним зрізом і ковпачком діє на дуловий зріз ствола, штовхаючи його назад і допомагаючи йому швидше відкочуватися назад.

Принцип роботи дульного прискорювача

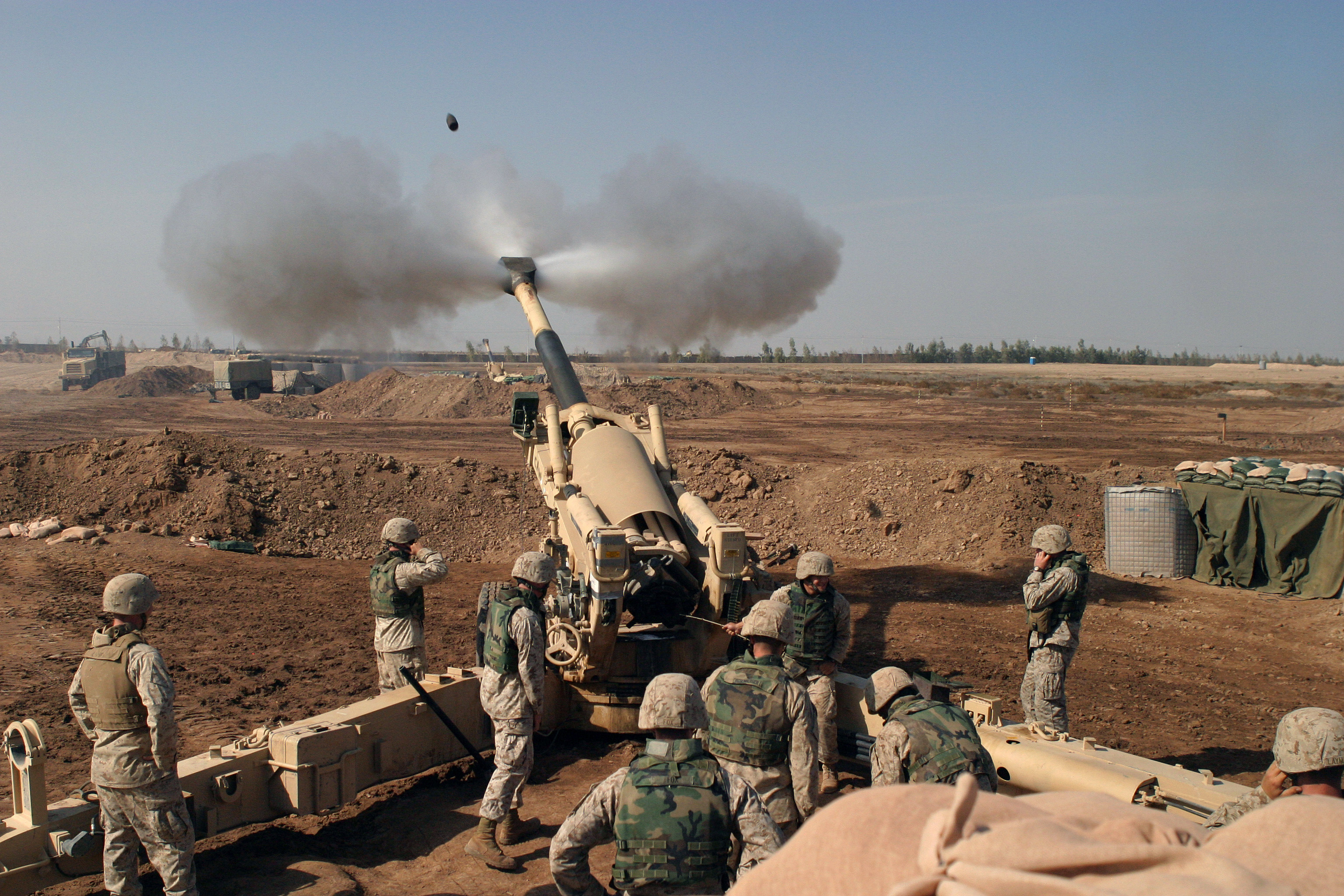
Віддача при стрільбі з артилерійської гармати